# Спонда (спътник)
Вижте пояснителната страница за други значения на Спонда.
Спонда е естествен спътник на Юпитер. Открит е от екипа от астрономи Скот Шепърд, Дейвид Джуит и Ян Клайн на 9 декември 2001 г. Първоначалното означение на спътника е S/2001 J 5. Спътникът носи името на фигурата от древногръцката митология Спонда.
Спонда е малко по размери тяло с диаметър от 2 km и се намира на ретроградна орбита около Юпитер. Принадлежи към групата на Пасифая.